# Laila (Lied)
Laila ist ein Lied von Joachim Dauber und Georg von Breda nach dem Lied und Tango Leila von Dol Dauber und Beda, sowie dem Lied Stellen sie sich vor, ich bin ein wilder Räuber von Albert Bachrich, Peter Igelhoff und Erich Meder.
Das Lied wurde 1960 durch die niederländische Gruppe „Regento Stars“ mit dem Sänger Bruno Majcherek bekannt und entwickelte sich durch die für damalige Zeiten „anrüchige“ Textzeile: „… küsse mich und quäle mich“ zu einem Evergreen.

## Die Aufnahme
Der Titel wurde im Frühjahr 1960 im Auftrag der niederländischen Plattenfirma „TIVOLI“ in einem improvisierten Tonstudio, welches in einem Wohnwagen untergebracht war, mit „Low Budget“ produziert. Ursprünglich mit niederländischem Text, wurde speziell für die Aufnahme mit den „REGENTO STARS“ eine deutsche Version geschrieben. Bei der Aufnahme litt Sänger Bruno Majcherek an einer Erkältung, wodurch der kratzende Charme der Stimme entstand.

## Der Text
Der Titel wird oft fälschlicherweise als „Leila“ betitelt. Die Originalversion wurde aber mit „a“ geschrieben. Fehldrucke der damaligen „Fontana-Platten“ sind heute gesuchte Raritäten. Die ursprüngliche Textversion handelte von einem armen kranken Legionär und seiner unstillbaren Sehnsucht nach seiner Angebeteten, einer Haremsdame. Diese verbarg sich für ihn unnahbar hinter den hohen Mauern des Frauenhauses in Algier.
Aufgrund des neuen Mittelteiles der Regento Stars bekam auch der Refrain eine vollkommen andere Bedeutung. Bekannt wurde die Textpassage: „… küsse mich und quäle mich“, sowie der gesprochene Mitteltext:
… stellen sie sich vor, meine Damen und Herren, ich wär eine wilde Räuber.
Stellen sie sich vor, sie liefen ganz alleine rum im Wald,
ich würde rufen: Hände hoch oder ich schiesse sie.
Wäre das nicht wunderbar?
Fühlen sie jetzt, meine Herren, dass die Damen vollkommen willos sind geworden,
denn bei der zweiten Strophe hat sich schon eine ganze Menge junger Damen
in den Sekt und Schnapstrinken verschluckt.
Dies sorgte in den frühen 60er-Jahren wegen der Sado-Maso-Andeutung für Furore und Empörung, da „willenlose“ Damen, die man obendrein auch noch „quälen und küssen“ sollte, nicht mit der zeitgemäßen Moral vereinbar waren. So weigerten sich anfangs die deutschen Rundfunksender, die Platte zu spielen, nachdem die katholische Kirche die öffentliche Sendung sowie die eindeutige Aussage anprangerte. Zeitweise stand sie deshalb sogar kurz auf dem Index. In den Niederlanden warnten Priester in der Predigt vor der Schande, welche dieses Lied über die Hörer bringen sollte. Daraufhin wurde der Mitteltext in folgenden Coverversionen „entschärft“ und den Forderungen entsprechend „jugendfrei“ gehalten.

## Hitparadenplatzierungen
- Deutschland: 1960 28 Wochen, höchste Platzierung: Platz 7 für 7 Wochen[1]
- Niederlande: 1960 30 Wochen, höchste Platzierung: Platz 3 für 5 Wochen[2]

## Coverversionen
- 1963 – Peter Lauch und die Regenpfeifer (Texterweiterung und neuer Mitteltext)
- 1965 – Die Globetrotter
- 1968 – Siggi Hoppe (Ohne Mitteltext mit Einleitung durch weibliche Stimme)
- 1970 – Heino (auf seiner LP "In einer Bar in Mexiko – Seine großen Erfolge Nr. 2")
- 1971 – Matchmakers
- 1972 – Karl Dall (Neuer Mitteltext)
- 1987 – Höhner
- 1982/1986/1992/1996 – Bruno Majcherek (immer andere Mitteltextpassagen)
- 1991 – Die Goldenen Zitronen (mit Happy Birthday Leila betitelt, veröffentlicht auf ihrem Album Punkrock)
- 2010 – Bruno Majcherek (Original-Textübernahme inkl. Original Mitteltext)

## Filmsoundtrack
- 2009 – The Debt (Originalversion von 1960 – Backingsong in einer 4 Minütigen Barszene)